# Adina Popescu
Adina Elena Popescu (ur. 26 lipca 1990) – rumuńska zapaśniczka startująca w stylu wolnym.
Zajęła czternaste miejsce na mistrzostwach świata w 2014. Dziesiąta na igrzyskach europejskich w 2015. Piąta na mistrzostwach Europy w 2016. Trzecia na akademickich MŚ w 2014. Siódma w Pucharze Świata w 2018 roku.